# Rosporden
Rosporden is een gemeente in het Franse departement Finistère (regio Bretagne). De plaats maakt deel uit van het arrondissement Quimper. Rosporden telde op 1 januari 2022 7.580 inwoners.
In de gemeente ligt spoorwegstation Rosporden.

## Geografie
De oppervlakte van Rosporden bedroeg op 1 januari 2022 57,37 vierkante kilometer; de bevolkingsdichtheid was toen 132,1 inwoners per km².

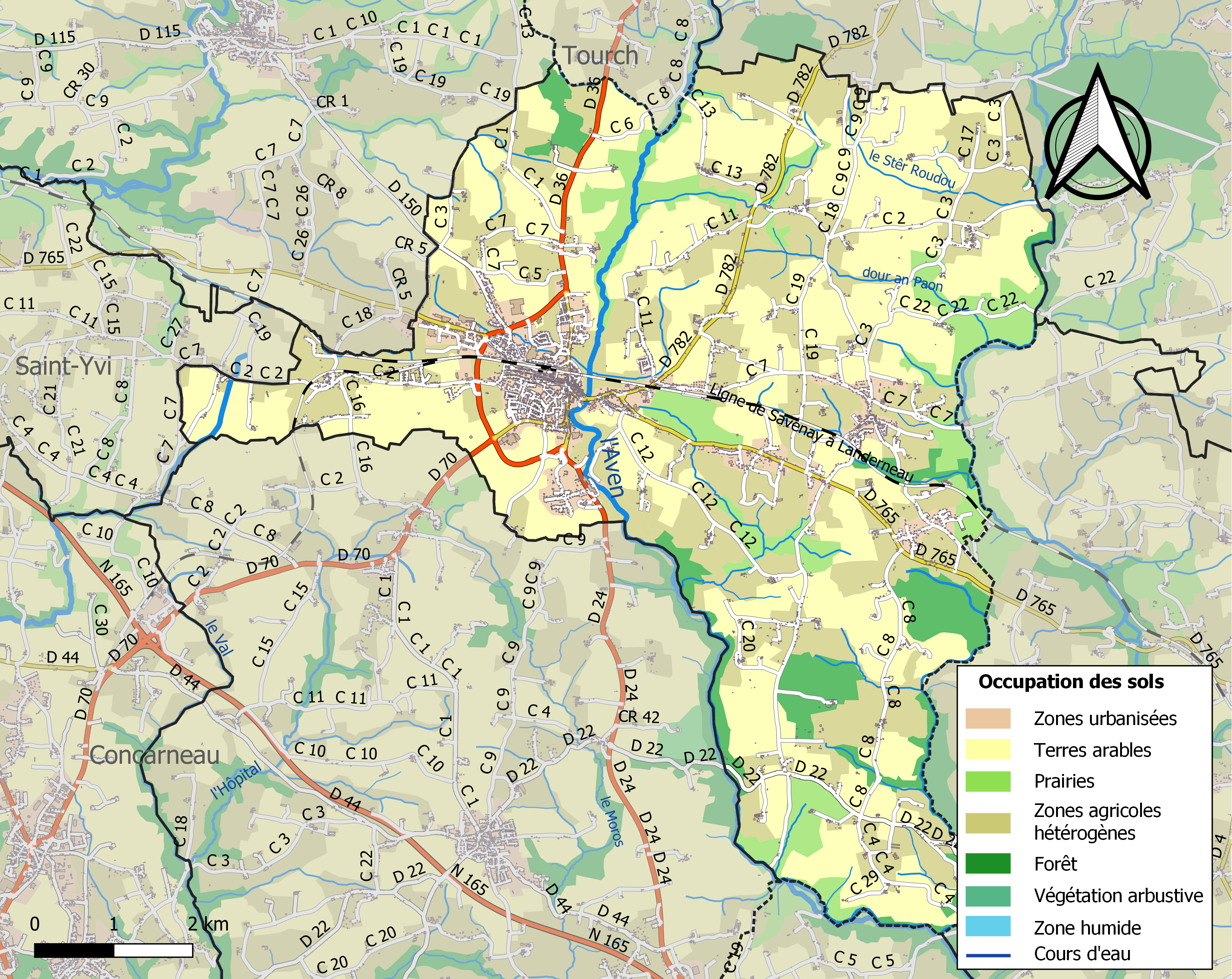
Kaart van de gemeente met belangrijkste infrastructuur, bodemgebruik en omliggende gemeenten

## Demografie
Onderstaande figuur toont het verloop van het inwonertal (bron: INSEE-tellingen).